# 백범일지 (드라마)
《백범일지》(白凡逸志)는 1989년 5월 6일부터 1989년 5월 9일까지 방영된 문화방송 특집드라마로, 백범 김구 선생의 40주기를 맞아 제작된 특별기획 드라마이다.

## 방송 시간
| 방송 채널 | 방송 기간                       | 방송 시간               |
| --------- | ------------------------------- | ----------------------- |
| MBC TV    | 1989년 5월 6일                  | 밤 9시 30분 ~ 11시      |
| MBC TV    | 1989년 5월 7일                  | 밤 10시 ~ 11시 30분     |
| MBC TV    | 1989년 5월 8일 ~ 1989년 5월 9일 | 밤 9시 50분 ~ 11시 20분 |

## 등장 인물
- 김진태 : 김구 역
- 국정환
- 김용림 : 곽낙원 역
- 김인태 : 이승만 역
- 김길호 : 여운형 역
- 나영진 : 김원봉 역
- 남성훈 : 신채호 역
- 박영태 : 윤봉길 역
- 박종관 : 고능선 역
- 신충식 : 김규식 역
- 이도련 : 이시영 역
- 이동렬
- 이묵원 : 안창호 역
- 이상숙
- 정성모 : 안두희 역
- 정승현 : 송진우 역
- 정웅등
- 최낙천 : 엄항섭 역
- 한인수 : 안태훈 역

## 같이 보기
- 백범일지
- 김구 (인물)
- 김구 (1995년, 한국방송공사)